# Franko-flämische Musik

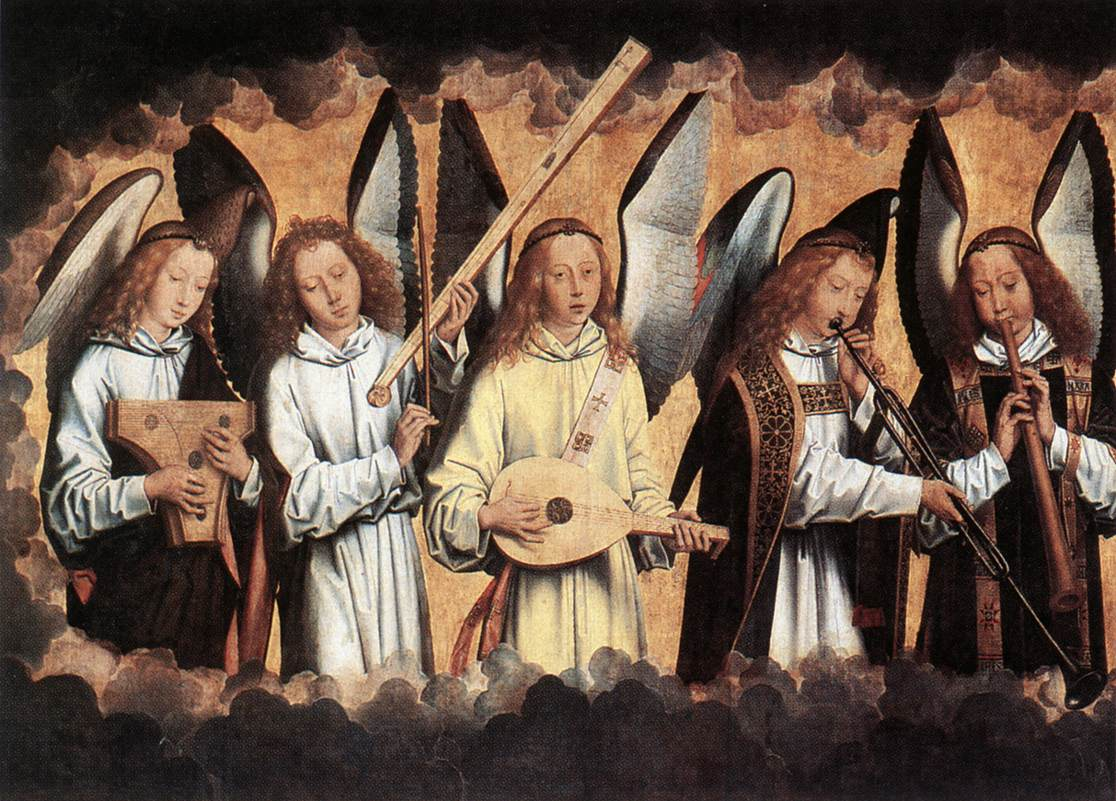
Der flämische Kulturraum entwickelte vorzügliche Kunstwerke sowohl im Bereich der Bildenden Kunst als auch auf dem Feld der Tonkunst. Dies kommt auf dem Ölgemälde Christus umgeben von musizierenden Engeln des flämischen Malers Hans Memling zur Geltung: Engel spielen auf Instrumenten, die sich im 14. und 15. Jahrhundert in der franko-flämischen Musik allmählich parallel zum menschlichen Gesang herausgebildet haben. Es sind dies (von links): frühe Zupfinstrumente, Streichinstrumente, Lauten, Blechblasinstrumente und Holzblasinstrumente

Franko-flämische Musik, auch Niederländische Polyphonie, ist die Bezeichnung einer Epoche in der abendländischen Musik, die ausgehend vom Nordwesten Europas etwa 200 Jahre lang eine führende Stellung im 15. und 16. Jahrhundert eingenommen hat und die weitere Entwicklung der abendländischen Musik grundlegend bestimmt hat.

## Überblick und kulturhistorischer Hintergrund
Nachdem der Begriff „Franko-flämische Musik“ erstmals 1939 von dem Musikwissenschaftler Paul Henry Lang benutzt wurde, hat sich diese Bezeichnung (auch franko-flämische Schule) seit den späten 1970er Jahren für das Schaffen mehrerer Generationen von Komponisten eingebürgert, die aus Nordfrankreich, dem heutigen Belgien und den südlichen Niederlanden stammten, aber (etwa zwischen 1380 und 1600) in ganz Europa gewirkt haben. Ein Lehrer-Schüler-Verhältnis hat zwischen den wenigsten dieser Komponisten bestanden, insofern ist die Bezeichnung „Schule“ irreführend. Als Voraussetzung für ihre Entstehung kann angesehen werden, dass im letzten Jahrzehnt des 14. Jahrhunderts eine enge politische, wirtschaftliche und kulturelle Verbindung zwischen Frankreich und dem zuvor relativ unabhängigen Burgund entstand und dass die Provinzen Flandern, Brabant, Hennegau und Limburg des Heiligen Römischen Reiches in nachhaltiger Weise zu gesamteuropäischer Bedeutung gelangten. Der letztere Vorgang geht großenteils auf das politische Wirken der vier Herzöge Philipp der Kühne (1342–1404), Johann Ohnefurcht (1371–1419), Philipp der Gute (1396–1467) und Karl der Kühne (1433–1477) und auf die an ihren Höfen gepflegte Musikkultur zurück. Der wirtschaftliche Aufstieg der flämischen und nordfranzösischen Region führte zu einer Kulturgemeinschaft von prägender Kraft und besonderem Zusammengehörigkeitsgefühl und bewirkte im Laufe der Zeit, dass die Musikkultur dieser Region in ganz Europa zu hohem Ansehen gelangte.
Viele franko-flämische Komponisten gingen aus den sogenannten Maîtrisen hervor, den musikalischen Ausbildungsstätten der größeren Kathedral- und Kollegiatkirchen in Lüttich, Tournai, Cambrai, Mons, Lille, Antwerpen, Brügge, Gent und anderen Städten mit ihrer beispielhaften Organisation, wobei viele von ihnen ein geistliches Amt bekleideten. Sie komponierten alle für Chöre, mit denen sie selbst praktisch-musikalisch arbeiteten. Ihr Ruf, aus den führenden musikalischen Zentren der Zeit zu stammen, veranlasste die weltlichen und geistlichen Fürsten ganz Europas, sie für ihre Höfe zu gewinnen und auch zu halten. So erklärt sich die große Breite ihres Wirkungsfelds und die beträchtliche Zahl auch weniger bekannter Komponisten.
Im Unterschied zu den Komponisten des 14. Jahrhunderts schrieben sie vor allem geistliche Musik (Messen, geistliche Motetten sowie Propriums- und Offiziumsgesänge wie Hymnen, Antiphonen, Sequenzen, Magnificats und Psalmen), wogegen die Anzahl weltlicher Motetten und mehrstimmiger Lieder geringer ist. Allen Komponisten dieser Gattung gemeinsam ist das Streben nach der Beherrschung des musikalischen Satzes und dessen fortschreitender Rationalisierung, wobei anfangs der drei- bis vierstimmige Satz vorherrschte, bei den späteren Meistern der fünf- bis über sechsstimmige Satz angetroffen werden kann. Bei noch höherer Stimmenzahl wird der Übergang zur Mehrchörigkeit (Coro spezzato) vollzogen, weil andernfalls die Anzahl der natürlichen Stimmlagen überschritten würde.

## Entwicklung
Die franko-flämische Zeitspanne wird in den Vorläufer-Zeitraum und in fünf Zeitabschnitte (Generationen) gegliedert. Die musikgeschichtliche Bedeutung der franko-flämischen Musik liegt in der Weiterentwicklung der mehrstimmigen Musik und der Entwicklung des Kontrapunkts, der schließlich von Giovanni Pierluigi da Palestrina zur Perfektion gebracht wird.

### Vorläufer und Wegbereiter (etwa 1380 bis 1420)
Der prominenteste Vorläufer der franko-flämischen Musik ist Johannes Ciconia, der in Avignon, einigen italienischen Städten, Lüttich und Padua wirkte. Seine Werke wurzeln sowohl in der französischen Ars Nova als auch in der italienischen Musik des Trecento. Ein Einfluss der englischen Musik seiner Zeit (John Dunstable), bedeutsam für andere franko-flämische Komponisten (Guillaume Dufay), ist bei ihm nicht nachweisbar. In dieser Zeit beginnt auch die Wahrnehmung der Terz und Sext als Konsonanz (siehe außer Konsonanz auch Dissonanz). Dies wurde vor allem durch John Dunstable und den Fauxbourdon vorangetrieben und verbreitet. Zu der Vorläufergruppe zählen neben Ciconia folgende Komponisten: Hugo Boy monachus, Johannes Carmen, Johannes Cesaris, Martinus Fabri, Pierre Fontaine, Nicholas Grenon, Mattheus Sanctus, Jacob de Senleches, Jean Tapissier und Petrus Vinderhout.

### 1. Generation (etwa 1420 bis 1450)

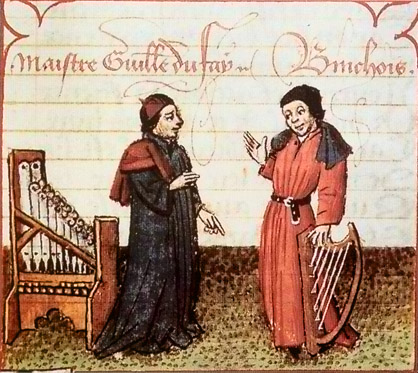
Guillaume Dufay links als Kanonikus des Domkapitels zu Cambrai im blauen Rock neben einem Portativ; ihm gegenüber Gilles Binchois als Mitglied der burgundischen Hofkapelle, rot gekleidet und auf eine Harfe gestützt

Hauptvertreter dieser Gruppe (welche die sogenannte Burgundische Schule einschließt) ist Guillaume Dufay (1397–1474). In seinem Werk findet sich die aus England stammende Stegreifpraxis des Fauxbourdon. Zunächst schrieb Dufay im Stil des dreistimmigen französischen Chanson, während er später zur Vierstimmigkeit überging. Bei ihm besteht die Tendenz zur Vereinheitlichung und Zusammenfassung sowie zum Zusammenschluss der einzelnen Messesätze zu Meßzyklen, wobei die Form der sogenannten Tenormesse vorherrscht (eine fremde, oft weltliche Melodie als Hauptmelodie in der Tenorlage aller Meßsätze).
Neben Dufay besitzt Gilles Binchois einen besonderen Rang. Stilkennzeichen der Werke der ersten Generation ist eine melodische Frische der Oberstimme insbesondere in den Chansons, weniger in den Motetten und Messen. Im Falle von Binchois führte dies zu seinem Beinamen als „Vater der Fröhlichkeit“. Bei dieser ersten Generation werden Motettenkompositionen wie schon im 14. Jahrhundert vom Verfahren der Isorhythmie bestimmt. Die Messe wird eine selbständige musikalische Form. Es entwickeln sich die Discantusmesse und die Cantus-firmus-Messe.
In einer zeitgenössischen Handschrift gibt es eine bildliche Darstellung der beiden führenden Komponisten, welche Dufay als Kanonikus des Domkapitels zu Cambrai im blauen Rock neben einem Portativ zeigt und ihm gegenüber Binchois als Mitglied der burgundischen Hofkapelle, rot gekleidet und auf eine Harfe gestützt. Zur Gruppe der ersten Generation gehören neben Dufay und Binchois noch folgende Meister: Johannes Brassart, Simon le Breton, Thomas Fabri, Arnold de Lantins, Hugo de Lantins, Johannes de Limburgia, Robert Morton, Johannes de Sarto und Jacobus Vide.

### 2. Generation (etwa 1450 bis 1490)

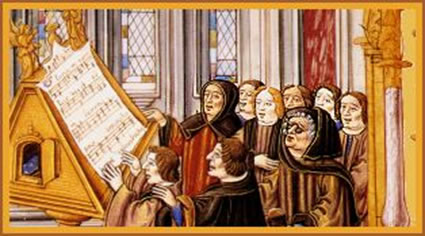
Johannes Ockeghem mit Mitgliedern des Chores in einer Darstellung des 16. Jahrhunderts

Führender Kopf dieser Gruppe ist Johannes Ockeghem; neben ihm hat Antoine Busnoys eine gehobene Bedeutung. In dieser Zeit, nach dem Ende des Hundertjährigen Krieges in Frankreich 1453, wo sich auch das französische Königtum festigte, wird das Herzogtum Burgund als „erledigtes Lehen“ eingezogen. Dadurch entstand im Loire-Tal um die Stadt Tours ein zweites kulturelles Zentrum neben Paris, von wo aus im Bereich der Kunst des Chansons sowie der Motetten- und Messenkomposition starke Impulse ausgingen.
Die Anzahl der Sänger und Komponisten, die sich von dort aus nach Italien wandte, nahm nun beständig zu, insbesondere weil an den italienischen Höfen viele neue Kapellen gegründet worden waren. Es hatten sich dort nach den Kleinkriegen der vorangegangenen Zeit stattliche Herzogtümer und Reiche gebildet, die dem erreichten materiellen Wohlstand nun eine verfeinerte Kultur zur Seite stellen wollten. Auf Grund ihres Ausbildungsstandes waren die Sänger und Komponisten aus dem franko-flämischen Raum gerade die Kräfte, die diesem Bedarf entgegenkamen. So kam es in der zweiten Hälfte des 15. Jahrhunderts zu einer beinahe flächendeckenden Ausbreitung des franko-flämischen Stils über die Residenzen Italiens, die italienischen Stadtpatriziate und den päpstlichen Hof.
In Ockeghems Kompositionen findet sich ein Stilmittel aus der französischen Tradition wieder: Die melodischen Linien greifen fließend ineinander; trotz klarer Gliederung sind keine deutlichen Zäsuren zu hören. Das Repertoire der kontrapunktischen Kompositionen wird durch viele Kanons ergänzt, auch solche mit verschlüsselten Anweisungen („Rätselkanons“) und „Proportionskanons“ in Mensuralnotation.
Zur Gruppe der zweiten Generation werden neben Ockeghem und Busnoys folgende Komponisten gerechnet: Johannes Agricola, Jacob Barbireau, Jacobus Barle, Willem Braxatoris, Firminus Caron, Petrus Elinc, Eloy d’Amerval, Guillaume Faugues, Jehan Fresneau, Hayne van Ghizeghem, Cornelius Heyns, Jean Japart, Gilles Joye, Guillaume Le Rouge, Johannes Martini, Johannes Pullois, Johannes Regis, Johannes de Stokem und Johannes Tinctoris.

### 3. Generation (etwa 1490 bis 1520)

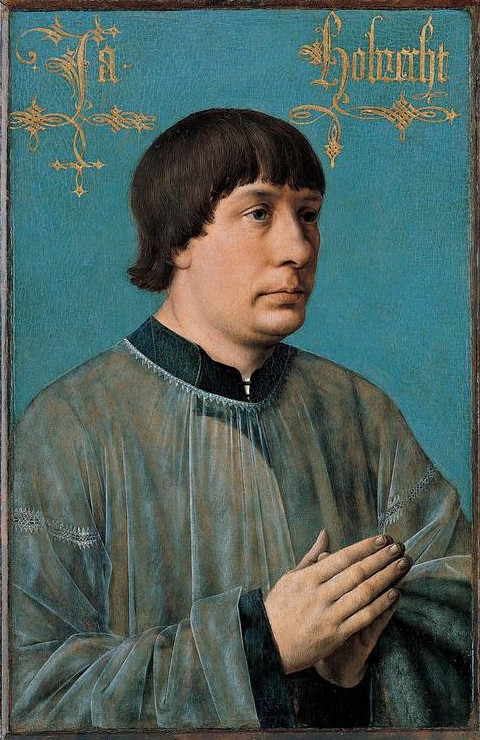
Jacob Obrecht in einer Darstellung aus dem Jahr 1496

Zweifellos erreichte die Ausbreitung der franko-flämischen Musik mit der dritten Generation ihren Höhepunkt. Ihre ranghöchsten Vertreter sind Jacob Obrecht, Heinrich Isaac und Josquin Desprez. Für die Werke des letzteren Komponisten ist besonders die Anwendung der Imitation kennzeichnend; er hat die Möglichkeit, die Einzelstimmen nacheinander mit demselben Thema auf verschiedener Tonhöhe einsetzen zu lassen, zu besonderer kompositorischer Meisterschaft entwickelt, die weit über seine Lebenszeit hinaus zum Vorbild wurde. Darüber hinaus wird eine Gleichberechtigung aller Stimmen angestrebt.
In dieser Zeit hatten sich Italiens Residenzen und Städte zu den wichtigsten musikalischen Zentren Europas entwickelt und behielten diesen Rang noch durch das ganze 17. Jahrhundert. Das Konzept der franko-flämischen Komponisten hatte sich inzwischen vollständig durchgesetzt. Nachdem in Rom unter Papst Sixtus IV. (Amtszeit 1471–1484) die päpstliche Kapelle wieder aufgebaut war, hatte dies einen großen Einfluss auf die Entfaltung kirchenmusikalischer Zentren in anderen Städten Italiens. Das Defizit in der italienischen Musikerausbildung verringerte sich nach und nach, weil die komplizierte mehrstimmige Mensuralmusik einen ausgebildeten Sängertyp erforderte, wie er in Italien vor dieser Zeit kaum vorhanden war. Außerdem hatte sich in Antwerpen und Mecheln Petrus Alamire darauf spezialisiert, zusammen mit anderen die europäische Musikwelt mit Handschriften auszustatten, die wegen ihrer hohen Qualität hinsichtlich Notentext und Schmuck sehr begehrt waren und sowohl von den höfischen Musikkapellen wie von den Kathedralen angefordert wurden. Darüber hinaus kam für die Herstellung von Musikdrucken mit mehrstimmiger Mensuralmusik ziemlich rasch das Buchdruckverfahren zur Anwendung, ein Verdienst von Ottaviano dei Petrucci (1466–1539). Auch macht sich in dieser Zeit eine allmähliche Abschwächung des Führungsanspruchs der franko-flämischen Musik bemerkbar, begleitet von einer sich anbahnenden nationalen Differenzierung in der Musik. Kurz nach dem Jahr 1500 breitete sich, ausgehend von Mantua und Verona, die italienischsprachige Frottola aus, und in Süddeutschland und Österreich kam das deutsche Tenorlied zur Blüte. Zur Gruppe der dritten franko-flämischen Generation gehören folgende Komponisten:
- Alexander Agricola
- Petrus Alamire (alias Peter Imhoff)
- Noel Bauldeweyn
- Philippe Basiron
- Antoine Brumel
- Nicolaes Craen
- Loyset Compère
- Antonius Divitis
- Antoine de Févin
- Gaspar van Weerbeke
- Johannes Ghiselin alias Verbonnet
- Heinrich Isaac
- Josquin Desprez
- Colinet de Lannoy
- Erasmus Lapicida
- Pierre de la Rue
- Nicolas Champion, genannt Liégeois
- Stephan Mahu
- Jean Molinet
- Jean Mouton
- Jacob Obrecht
- Marbriano de Orto
- Paulus de Roda
- Nicolas Payen
- Matthaeus Pipelare
- Johannes Prioris
- Adam Rener
- Colijn Sampson
- Crispinus van Stappen

### 4. Generation (etwa 1520 bis 1550)

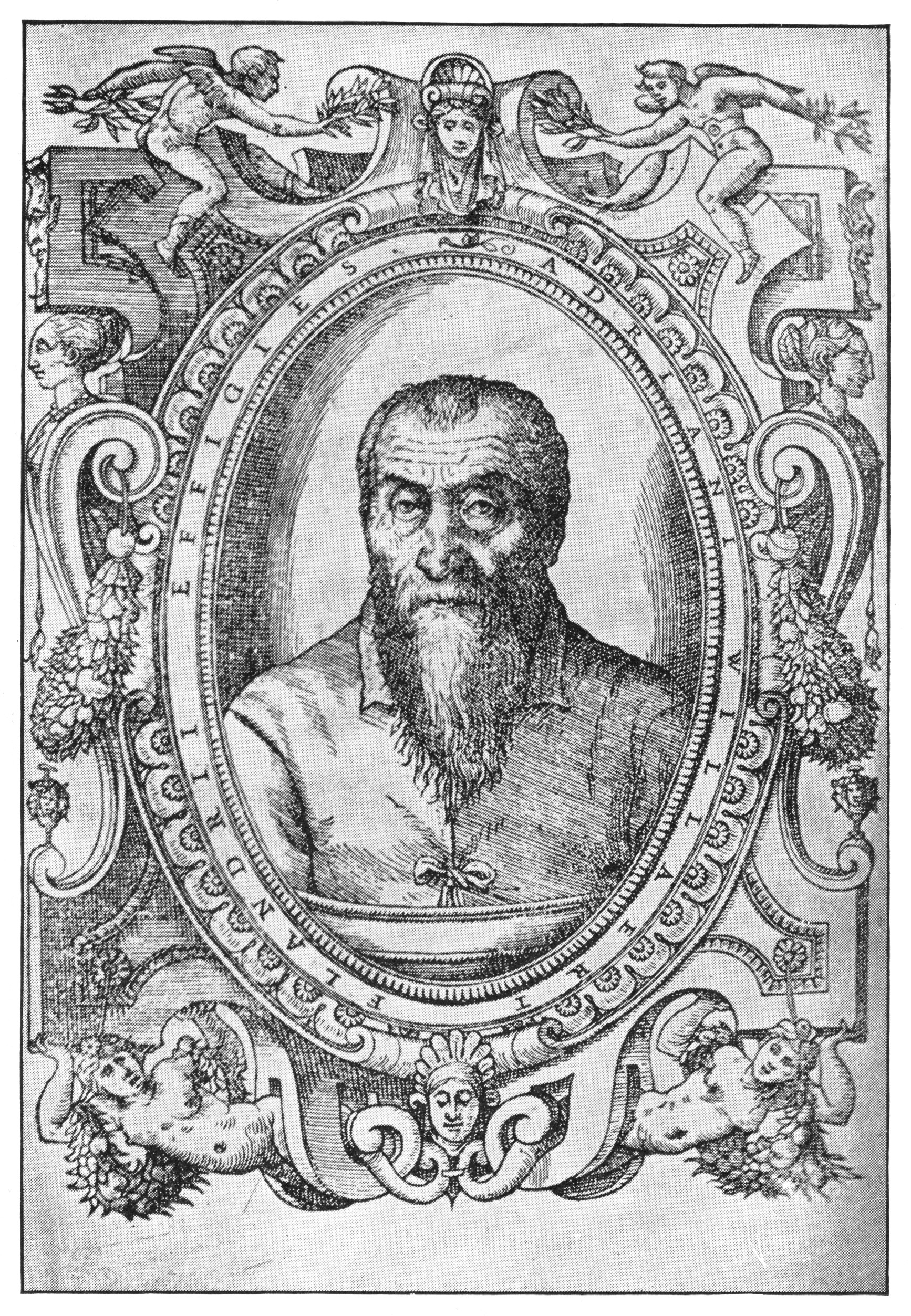
Adrian Willaert war Domkapellmeister am Markusdom in Venedig

Die Tendenzen des vorangegangenen Zeitabschnitts setzten sich während der vierten Generation verstärkt fort. Noch standen die franko-flämischen Komponisten fast überall im Zentrum des internationalen Musiklebens, wie Adrian Willaert als Kapellmeister der Staatskirche San Marco in Venedig oder Jacobus Arcadelt als Leiter der Sixtinischen Kapelle in Rom.
Josquins Stil lebte weiter und erfuhr eine erneute Belebung, ein Vorgang, der hier in der Musikgeschichte erstmals eintrat. Der verbindliche Stil der franko-flämischen Musik wurde festgeschrieben und vertieft, konnte aber kaum weiter entwickelt werden. In der Überlieferung der Handschriften und Drucke wächst der Anteil nicht-franko-flämischer Komponisten fortwährend, insbesondere in Frankreich, Deutschland und Spanien. Diese Komponisten machten sich zwar den franko-flämischen Stil zu eigen, zeigten aber in den Gattungen der Messe und der Motette eigene Züge, die auf nationale Ursprünge hinweisen, zum Beispiel Costanzo Festa (~1480–1545) in Italien. Die für Festa charakteristische Komponierweise wurde von Giovanni da Palestrina und der Römischen Schule weiter entwickelt. Die Unterscheidung zwischen Dur und Moll sowie die Regeln zur restriktiven Dissonanzenbehandlung setzten sich durch. Fünf- und Sechsstimmigkeit wurden zur Norm, der Cantus firmus verlor an Bedeutung, und es entstand die Parodiemesse.
Die nationalen Musikstile wie das italienische Madrigal (ab 1530), das entstehende Pariser Chanson und das aufstrebende deutsche Tenorlied sowie die selbständigen Gattungen in Spanien und England wurden zunehmend von einheimischen Komponisten getragen, während die nationalität-übergreifenden Gattungen von Madrigal (Cipriano de Rore) und neuem Chanson (Jakob Arcadelt) von franko-flämischen Komponisten weiter gepflegt wurden.
Folgende Komponisten werden der vierten franko-flämischen Generation zugeordnet:
- Benedictus Appenzeller
- Jakob Arcadelt
- Antoine Barbé
- Josquin Baston
- Jacquet de Berchem
- Jean de Bonmarché
- Cornelis Boscoop
- Arnold von Bruck
- Jakob Buus
- Cornelius Canis
- Jacobus Clemens non Papa
- Jean Courtois
- Thomas Crécquillon
- Jean De Latre
- Philippe Duc (le Duc)
- Theodor Evertz
- Franciscus Florius
- Andrea Gabrieli
- Gheerkin de Hondt
- Nicolas Gombert
- Joest Hectre
- Lupus Hellinck
- Homer Herpol
- Christian Hollander
- Georgius Hompe
- Jachet de Mantua
- Pierken Jordain
- Jean Lecocq alias Joannes Gallus
- Mattheus Le Maistre
- Johannes Lupi
- Pierre de Manchicourt
- Gherardus Mes
- Servaes van der Meulen
- Pierre Moulu
- Dominique Phinot
- Jean Richafort
- Cipriano de Rore
- Claudius Salmier
- Adrianus Scockaert
- Carolus Souliaert
- Tielman Susato
- Gérard de Turnhout
- Alexander Utendal
- Jheronimus Vinders
- Matthias Hermann Werrecore
- Philip van Wilder
- Adrian Willaert
- Jan van Wintelroy
- Joannes Zacheus

### 5. Generation (etwa 1550 bis nach 1600)

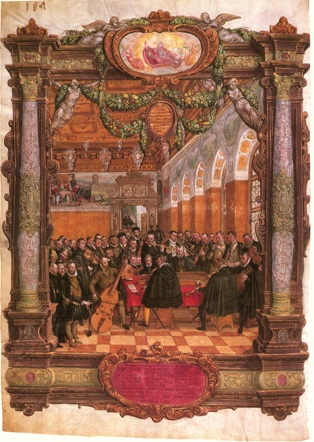
Orlando di Lasso inmitten einer Kapelle

In der zweiten Hälfte des 16. Jahrhunderts gab es zwei franko-flämische Komponisten, die ihre komponierenden Zeitgenossen bei weitem überragt haben: Giovanni Pierluigi da Palestrina und Orlando di Lasso. Sie krönten die Schlussphase dieser Musik auf ganz verschiedene Weise. Palestrina befasste sich ausschließlich mit der Komposition von Messen und Motetten, deren Satz auf einer Summe von ausgefeilten Satzregeln beruhte. Seine Werke gelten seither insbesondere hinsichtlich der Textverständlichkeit als Vorbild jeglicher Kirchenmusik.
Das Werk Orlando di Lassos dagegen umfasst sämtliche musikalische Gattungen des 16. Jahrhunderts. Beide Komponisten gelten als die zusammenfassenden Vollender des franko-flämischen Stils. Es ist bemerkenswert, dass die Kunst der letzten franko-flämischen Komponisten besonders nachhaltig am Hof der Habsburger Fürsten gepflegt wurde, wobei die höchste kontrapunktische Meisterschaft sozusagen als Symbol einer alles vereinenden universalen Idee dienen konnte. Während der Gegenreformation fand das Konzil von Trient statt, auf dem die Kirchenmusik und deren Verständlichkeit maßgeblich diskutiert wurden.
Hingegen bahnte sich im letzten Drittel des Jahrhunderts in Venedig, Florenz, London und Paris eine neue Entwicklung an (von der prima zur seconda prattica, Entstehung der Oper und des konzertierenden Stils). Dieser revolutionäre Wandel der musikalischen Sprache, beispielhaft sichtbar an dem Werk von Claudio Monteverdi (1567–1643) ab dem Jahr 1600, ist bei keinem dieser Komponisten vorbereitet.
Zur fünften franko-flämischen Generation werden folgende Komponisten gerechnet:
- Ägidius Bassengius
- Jan Belle
- Jean de Castro
- Johannes de Cleve
- Pieter Cornet
- Séverin Cornet
- Ludovicus Episcopius
- Noé Faignient
- Jacobus Florius
- Johannes de Fossa
- Dyricke Gerarde
- Géry de Ghersem
- Antonius Gosswin
- George de La Hèle
- Balduin Hoyoul
- Jacobus de Kerle
- Orlando di Lasso (Orlande de Lassus)
- Claude Le Jeune
- Simon Lohet
- Carl Luython
- Jean de Macque
- Johannes Mangon
- Samuel Mareschall
- Rinaldo del Mel (Renatus del Mel)
- Leonard Meldert
- Rogier Michael
- Philippe de Monte
- Giovanni Pierluigi da Palestrina
- Andreas Pevernage
- Jakob Regnart
- Philippe Rogier
- Franz Sales
- Lambert de Sayve
- Joannes Tollius
- Jan van Turnhout
- Jacobus Vaet
- Ivo de Vento
- Cornelis Verdonck
- Caspar Vincentius
- Hubert Waelrant
- Giaches de Wert

## Weiterentwicklung im 17. Jahrhundert
Die römische Schule führte die Franko-flämische Musik fort und entwickelte sie weiter, im Sinne einer Vereinfachung. Von kirchlicher Seite wurde sie mit dem Argument der fehlenden Textverständlichkeit aufgrund der vorherrschenden Polyphonie kritisiert.
Der römische Stil stand in einem gewissen Gegensatz zum progressiveren venezianischen Stil im Sinne Giovanni Gabrielis und Claudio Monteverdis, der noch homophoner angelegt ist und vor allem nun auch z. T. solistische Instrumentalstimmen miteinbezog.
Zu Beginn des 17. Jahrhunderts führten die Brüder Giulio Cesare und Claudio Monteverdi den Begriff prima pratica ein, als Gegensatz zu der von ihnen geschaffenen monodisch geprägten seconda pratica. Der Ausdruck stile antico tauchte im Rückblick auf die Polyphonie der Renaissance erstmals etwa um 1640 beim Musiktheoretiker Marco Scacchi auf. Er wird bis heute oft als Synonym von prima pratica verwendet.
Die Florentiner Camerata verfolgte als Ziel den vollkommenen Ausdruck des Affektes und die Verständlichkeit des Textes. Dieser Gesang entwickelte sich deshalb zur Monodie, die nur noch von einigen stützenden Akkorden des Generalbasses begleitet wurde. Die Polyphonie hingegen wurde verworfen. Das Prinzip Monodie trat erfolgreich in Konkurrenz zum bis dahin immer komplizierter werdenden mehrstimmigen kontrapunktisch komponierten Gesang (prima pratica). Neben den formalen Aspekten bestand die größte Neuerung darin, dass der Gesang die Textverständlichkeit und den Textsinn zur Hauptsache machte.
Im Zeitalter des Absolutismus bildete sich die Polyphonie deshalb stark zurück (vgl. Barockmusik), was erst nachträglich wahrgenommen wurde. Jean-Philippe Rameau stellte fest, dass die Akkorde mittlerweile wichtiger waren als die individuellen Stimmen (Traité de l'harmonie, 1723). Er bezeichnete dies als „natürliches Prinzip“.

## Gattungen der franko-flämischen Musik
- Messe (Musik)
- Parodiemesse
- Cantus firmus
- Discantusmesse
- Motette
- Staatsmotette
- Tenormotette
- Isorhythmische Motette
- Madrigal (Musik)